# Diocese (Império Romano)

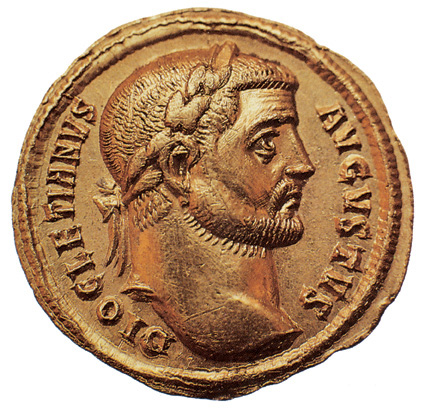
Moeda que representa ao imperador Diocleciano, de perfil, e que leva as palavras diocletianus augustus.

Uma diocese (em latim: diœcesis ou diocesis, palavra feminina) é uma subdivisão geográfica do território do Império Romanogeralmente datado de 284 d.C. a 641 d.C). Era composto por um agrupamento de províncias, cada uma chefiada por um Vicarius , que eram os representantes dos prefeitos pretorianos (que governavam diretamente as dioceses em que residiam).Lo Cascio, p. 180 Havia inicialmente doze dioceses, aumentando para quatorze até o final do século IV. No seu sentido mais conhecido, é uma subdivisão do Império Romano específica da Antiguidade Tardia, que reunia várias províncias romanas sob a autoridade dum Vigário. O sistema de dioceses foi estabelecido pelo imperador Diocleciano, como parte das reformas administrativas da Tetrarquia.Lo Cascio, p. 179 Constantino I acrescentou por cima das dioceses as prefeituras pretorianas, que reuniam várias dioceses.
Outro significado, muito menos utilizado, é "diocese" subdivisão judicial duma província romana, equivalente ao conventus iuridicus .
Também não deve ser confundido com o círculo eleitoral eclesiástico, também denominado diocese e que está a cargo de um bispo. Para distingui-los, às vezes a diocese romana é chamada de diocese civil .